# Hirotoshi Honda
Hirotoshi Honda (jap. 本田博俊 Honda Hirotoshi; ur. 11 kwietnia 1942 w Hamamatsu) – japoński przedsiębiorca, inżynier i założyciel firmy Mugen Motorsports; syn Sōichirō Hondy, założyciela Hondy.

## Uchylanie się od podatków
W dniu 25 maja 2006 roku Hirotoshi Honda został uniewinniony z zarzutów oszustw podatkowych, ale sędzia przewodniczący Yasuo Shimoyama Sądu Rejonowego Saitama nakazał zapłacić 240 mln jenów grzywny firmie Mugen Motorsports. Sędzia orzekł, że biegły rewident firmy Norio Hirokawa odegrał główną rolę w systemie oszustwa podatkowego, skazując go na trzy lata pozbawienia wolności.
Japońscy prokuratorzy aresztowali Hirotoshiego Hondę w 2003. Kilka godzin później rozpoczęli śledztwo w firmie Mugen, która zawarła relacje biznesowe z Honda Motor Company, w związku z podejrzeniem o unikanie płacenia podatków korporacyjnych w wysokości miliarda jenów.
Prokuratorzy stwierdzili, że Hirotoshi Honda rzekomo zatwierdzał transakcje, choć jednocześnie orzekli, że był również ofiarą i tylko podpisywał dokumenty podatkowe przygotowane przez jego rewidenta, nie wiedząc o popełnianych przestępstwach. Prokuratorzy podejrzewali, że firma ukryła swój dochód poprzez przesunięcie środków do spółki o nazwie MG Estate. Od jego aresztowania w 2003 Hirotoshi Honda nie ustąpił ze stanowiska prezesa spółki.
Hirotoshi Honda jest członkiem zarządu MG Estate, który został przemianowany na GE Seirijigyosha. Mugen odnotowała sprzedaż w wysokości około 6,8 miliarda jenów za rok budżetowy do października 2001 roku. Honda wycofała swój kapitał z Mugen, ale nadal zespoły z firmy uczestniczą w wyścigach samochodowych. Wszystkie obiekty i pracownicy firmy zostali przekazani M-TEC Company, utworzonej przez krewnego Sōichirō Hondy, natomiast korporacja Mugen istnieje nadal jedynie do udziału w postępowaniu sądowym.